# Шина адреси
Адресна шина — по адресній шині пересилаються адреси комірок оперативної пам'яті, з яких процесор вибирає команди та дані для цих команд. В сучасних комп'ютерах адресна шина є 32-розрядною, тобто складається з 32 провідників.
Основною характеристикою шини адреси є її ширина в бітах. Ширина шини адреси визначає обсяг пам'яті, що адресується. Наприклад, якщо ширина адресної шини становить 20 біт, і розмір слова пам'яті дорівнює одному байту, то обсяг пам'яті, який можна адресувати, становить 220 = 1 048 576 байт (1 МБайт) як в IBM PC/XT.
З точки зору архітектури мікропроцесорної системи, якщо не застосовувати мультиплексування, кожен біт в адресі визначається одним провідником (лінією) в магістралі, по якій передається адреса.
Якщо розглядати структурну схему мікро ЕОМ, то адресна шина активізує роботу всіх зовнішніх пристроїв по команді, що надходить з мікропроцесора.